# La niña de tus ojos
La niña de tus ojos es una película de cine española dirigida por Fernando Trueba, estrenada en noviembre de 1998. Recibió 18 nominaciones a los premios Goya y ganó siete de ellos.

## Argumento
Un grupo de cineastas españoles es invitado a Alemania durante el nazismo para rodar la doble versión, alemana y española, del drama musical de ambiente andaluz La niña de tus ojos, en los estudios de la UFA en Berlín. 
Felices por dejar atrás la guerra en su país, el grupo, encabezado por el director Blas Fontiveros inicia su rodaje en Berlín. Pronto descubren que la hospitalidad del ministro alemán de Propaganda Joseph Goebbels tiene mucho que ver con los encantos juveniles de la actriz Macarena Granada, y que los únicos extras con aspecto estereotípicamente andaluz que se pueden encontrar en Alemania son judíos y gitanos de un campo de concentración. La historia está inspirada en el periplo del director Florián Rey y la estrella de cine Imperio Argentina en Alemania para rodar la película Carmen la de Triana.

## Reparto
- Penélope Cruz: Macarena Granada
- Antonio Resines: Blas Fontiveros
- Jesús Bonilla: Marco Bonilla
- Jorge Sanz: Julián Torralba
- Loles León: Trinidad "Trini" Morenos
- Rosa María Sardà: Rosa Rosales
- Neus Asensi: Lucía Gandía
- Santiago Segura: Castillo
- María Barranco: Embajadora
- Juan Luis Galiardo: Embajador
- Hanna Schygulla: Magda Goebbels
- Miroslav Táborský: Václav Passer
- Götz Otto: Heinrich von Wermelskirch
- Johannes Silberschneider: Goebbels

## Canciones
- Los piconeros de Arabia Martín (interpretado por Penélope Cruz) . Se trata de una de las coplas más conocidas de Imperio Argentina, popularizada en la película Morena Clara de 1936.[1]

## Comentarios
"Trabajar lo máximo posible el guion y no equivocarse en el reparto. Estas son las dos claves que apunta el director de cine Fernando Rodríguez Trueba... Y las ha cumplido con creces a juzgar por el resultado conseguido en La niña de tus ojos, un largometraje de sabor amargo contado con humor, para que duela menos esa parte de nuestra historia que no nos gusta recordar y que tiene mucho que ver con España goyesca y grotesca que retrata con tan escasa minuciosidad como inmensa audacia".
Gregorio Maestro para Diario 16

## Palmarés cinematográfico
XIII edición de los Premios Goya
| Categoría                     | Persona                                                   | Resultado |
| ----------------------------- | --------------------------------------------------------- | --------- |
| Mejor película                | Mejor película                                            | Ganadora  |
| Mejor director                | Fernando Trueba                                           | Nominado  |
| Mejor actriz protagonista     | Penélope Cruz                                             | Ganadora  |
| Mejor actor protagonista      | Antonio Resines                                           | Nominado  |
| Mejor actriz de reparto       | Loles León                                                | Nominada  |
| Mejor actriz de reparto       | Rosa María Sardà                                          | Nominada  |
| Mejor actor de reparto        | Jorge Sanz                                                | Nominado  |
| Mejor actor revelación        | Miroslav Táborský                                         | Ganador   |
| Mejor guion original          | Rafael Azcona David Trueba Manuel Ángel Egea Carlos López | Nominados |
| Mejor música original         | Antoine Duhamel                                           | Nominado  |
| Mejor fotografía              | Javier Aguirresarobe                                      | Nominado  |
| Mejor montaje                 | Carmen Frías                                              | Nominada  |
| Mejor dirección artística     | Gerardo Vera                                              | Ganadora  |
| Mejor dirección de producción | Angélica Huete                                            | Ganadora  |
| Mejor diseño de vestuario     | Lala Huete Sonia Grande                                   | Ganadoras |
| Mejor maquillaje y peluquería | Gregorio Ros Antonio Panizza                              | Ganadores |
| Mejor sonido                  | Pierre Gamet Dominique Hennequin Santiago Thévenet        | Nominados |
| Mejores efectos especiales    | Emilio Ruiz Alfonso Nieto                                 | Nominados |

Premios Fotogramas de Plata
| Categoría            | Persona         | Resultado |
| -------------------- | --------------- | --------- |
| Mejor actriz de cine | Penélope Cruz   | Ganadora  |
| Mejor actor de cine  | Antonio Resines | Ganador   |
| Mejor actor de cine  | Santiago Segura | Nominado  |

VIII edición de los Premios de la Unión de Actores
| Categoría                                 | Persona          | Resultado |
| ----------------------------------------- | ---------------- | --------- |
| Mejor interpretación protagonista de cine | Penélope Cruz    | Ganadora  |
| Mejor interpretación secundaria de cine   | Rosa Maria Sardà | Nominada  |

Festival Internacional de Cine de Cartagena de Indias
- (2000) (Mejor Fotografía - Javier Aguirresarobe).

Festival de Santa Bárbara
- (2000) (Mejor Fotografía - Javier Aguirresarobe).